# والنتینا اوگینکو
والنتینا اوگینکو (روسی: Валенти́на Вита́льевна Огие́нко؛ زادهٔ ۲۶ مهٔ ۱۹۶۵) بازیکن والیبال اهل شوروی و روسیه بود.